# Caserne Desvallières
Pour les articles homonymes, voir Vallière (homonymie).
La caserne Desvallières, baptisée à l’origine  La Ronde Kaserne, est une ancienne caserne de cavalerie. Construite pendant l’annexion allemande en Lorraine, elle est située à Metz-Devant-les-Ponts, entre la rue de la Ronde et la route de Lorry.
Depuis le 18 aout 2021, le site fait l’objet d'une inscription partielle au titre des monuments historiques pour les façades et toitures du bâtiment de casernement, ainsi que le passage traversant au rez-de-chaussée du corps central.

## Contexte historique
Alors que Metz devient un point stratégique majeur de l’empire allemand, l’état-major allemand poursuit les travaux de fortification entamés sous le Second Empire. De nombreuses casernes sont construites pour abriter la garnison allemande qui oscille entre 15 000 et 20 000 hommes au début de la période, et dépasse 25 000 hommes avant la Première Guerre mondiale. Dans cette pépinière de généraux, se côtoient des Bavarois aux casques à chenille, des Prussiens et des Saxons aux casques à pointe et aux uniformes vert sombre, ou encore des Hessois aux uniformes vert clair. Guillaume II, qui vient régulièrement dans la cité lorraine pour inspecter les travaux d’urbanisme et ceux des forts de Metz n’hésite pas à déclarer : « Metz et son corps d’armée constituent une pierre angulaire dans la puissance militaire de l’Allemagne, destinée à protéger la paix de l’Allemagne, voire de toute l’Europe. ».

## Construction et aménagements
La caserne Desvallières est construite sur la commune de Devant-les-Ponts ente 1876 et 1878, alors que la commune est encore autonome. Les bâtiments sont construits à l’emplacement d’une propriété appelée « château de la Ronde » sur la route de Lorry. Elle est l’une des premières casernes construites par les autorités allemandes dans la région. À l’époque, elle est destinée à la cavalerie. Composée de 18 bâtiments, la caserne s’organise autour de deux places arborées, l’une quadrangulaire, utilisée comme place d’armes, l’autre triangulaire, utilisée comme terrain d’exercice. Le site s’étend sur plusieurs hectares.

## Affectations successives
Les bâtiments servent de lieu de casernement pour la Deutsches Heer jusqu’en mars 1919. Le 9e régiment de dragons et le 8e régiment d'artillerie à pied, y ont leurs quartiers. Rebaptisée « Caserne Desvallières » par l’armée française, en l'honneur du général Pierre des Vallières, la caserne conservera son affectation militaire jusque dans les années 1990. Vers 1933, la caserne est occupée par le 39e régiment d’artillerie de Région Fortifiée (39e RARF), qui dispose aussi du quartier Gribeauval à Verdun. La caserne est ensuite occupée par l’armée allemande de 1940 à 1944. Elle est réinvestie par l’armée française en 1945. Le quartier Desvallière devient ensuite un centre de sélection pour tous les musiciens de la 6e région militaire. Le quartier Desvallières abrita notamment le 23e R.I (régiment d'infanterie), la musique principale de la 6e région militaire et une partie du 151e RI. Désaffectés, les locaux ont servi provisoirement de « centre de rétention administrative » pour la région Lorraine. Racheté par l’Établissement public foncier de Lorraine en 2016, pour le compte de la Ville de Metz, le site fait depuis l'objet d'un projet de reconversion important. De par sa superficie, sa situation urbaine et la qualité  architecturale de ses bâtiments, la reconversion de cette caserne constitue un atout pour le développement de ce quartier de Metz. L'établissement public foncier de Lorraine, incapable d'envisager une reconversion d'ensemble, préconisa sa destruction partielle. Plusieurs bâtiments ont été détruits en 2017, perturbant la cohérence du plan d’origine de la caserne.